# Хаткевич, Егор Тадеушевич
Его́р Таде́ушевич Хатке́вич (бел. Ягор Тадэвушэвіч Хаткевіч; род. 9 июля 1988, Минск) — белорусский футболист, вратарь казахстанского клуба «Атырау».

## Клубная карьера
Воспитанник футбольной школы «Олимпия». Первый тренер — Сергей Владимирович Зиборов.
Изначально Егор играл полевого игрока (защитника), но на одном из детских турниров оба голкипера команды травмировались и Хаткевич в возрасте 14 лет впервые встал в ворота.
Начинал карьеру в борисовском БАТЭ, выступав исключительно за дубль, а в 2006 году на второй круг был отдан в аренду «Лиде», где в 18-летнем возрасте закрепился в основном составе. Сыграв за лидскую команду полсезона, Егор возвратился в борисовский клуб, а уже в следующем году на правах свободного агента покинул БАТЭ.
В 2007 году по приглашению Юрий Пунтуса перешёл в МТЗ-РИПО, где стал дублером Александра Сулимы. В 2008 году дебютировал в высшей лиге, после чего отправился на полгода в аренду в шведский «Юнсель» (Д5).
В марте 2010 года перешёл в футбольный клуб «Ведрич-97», где стал основным голкипером. За 3 сезона провёл в «Ведриче» около 100 матчей, в сезонах 2010 и 2012 года признавался лучим игроком команды по версии болельщиков. 10 января 2013 года Егор отправился на просмотр в футбольный клуб «Гомель». 29 января после длительного просмотра заключил однолетний контракт с гомельским клубом. В межсезонье наигрывался как второй голкипер команды, в то время как основным вратарем считался Игорь Логвинов. Дебютировал за «Гомель» 30 марта 2013 года в 1-м туре чемпионата Беларуси против «Днепра», во время игры заменив в воротах получившего травму Логвинова. После выздоровления Логвинова Хаткевич продолжал оставаться основным голкипером команды, нередко играя матчи «на ноль». 24 мая 2013 года великолепно отыграл матч против борисовского БАТЭ, совершив 14 сейвов и принес победу своему клубу со счетом 1:2.
По окончании сезона 2013 покинул гомельский клуб и в январе 2014 года подписал контракт с новополоцким «Нафтаном». В составе «Нафтана» стал вторым вратарём после Игоря Довгялло. Сезон 2015 начинал в качестве основного вратаря, закрепился на этой позиции после травмы Довгялло (23 мая в матче со «Славией»). В январе 2016 года покинул «Нафтан».
Вскоре после ухода из «Нафтана» присоединился к жодинскому «Торпедо-БелАЗ». В составе автозаводцев сначала чередовался с Валерием Фомичёвым, однако позднее уступил ему место первого номера, став вторым вратарём команды. В январе 2017 года продлил контракт с жодинцами. Летом 2017 года, после ухода Фомичёва, некоторое время был основным вратарём автозаводцев, однако позднее уступил место новобранцам команды Артёму Сороко и Ивану Коновалову. По окончании контракта в ноябре 2017 года покинул «Торпедо-БелАЗ».
В 2018 году перешёл в футбольный клуб «Ислочь». 16 августа 2019 года «волки» сыграли вничью с «Неманом». Этот матч стал для Егора Хаткевича 100-м в высшей лиге. В ноябре продлил контракт с клубом.
В декабре 2020 года по окончании контракта покинул команду и вскоре подписал соглашение с минским «Динамо».
В декабре 2022 года появилась информация, что футболист продолжит карьеру в казахстанском клубе «Атырау». В декабре 2022 года официально покинул минское «Динамо». В январе 2023 года футболист попал в заявку казахстанского клуба на товарищеский матч против краковской «Вислы». В феврале 2023 года футболист официально присоединился к казахстанскому клубу. В сезоне-2023 провел 27 матчей в чемпионате Казахстана и пропустил 26 мячей, оставив в 12 играх ворота «сухими». 3 ноября 2024 года провел провел 100-й  матч в карьере «на ноль». Юбилейным стал поединок 25-го тура чемпионата Казахстана с «Жетысу» (2:0). Хаткевич стал 20-м белорусским вратарем, который провел 100 и более «сухих» матчей. По итогам сезона-2024 вошел в символическую сборную чемпионата Казахстана. В сезоне сыграл 22 матча за «Атырау», записал в актив 8 «сухих» игр и пропустил 18 голов.
В феврале 2025 года стал игроком «Турана». В июне из-за финансовых проблем покинул клуб и вернулся в «Атырау». 

## Карьера в сборной
В октябре 2019 года получил вызов в сборную Беларуси на матчи против Эстонии и Нидерландов, став первым футболистом в истории клуба из Минского района, которого пригласили в национальную сборную.
26 февраля 2020 года дебютировал в составе национальной сборной. Провел всю игру в победном товарищеском матче против сборной Болгарии (1:0).